# X-Athletics
X-Athletics est un meeting d’épreuves combinées, se déroulant tous les ans en janvier au Stadium Jean-Pellez d'Aubière, près de Clermont-Ferrand. Organisé par le club du Clermont Athlétisme Auvergne, cet événement d’athlétisme en salle comprend un heptathlon masculin, un pentathlon féminin, ainsi qu’un triathlon handisport.

## La naissance du meeting
Le club du Clermont Athlétisme Auvergne organise régulièrement de grands événements sportifs. À l'origine organisateur du meeting du "Capitale Perche" ayant lieu à Clermont-Ferrand, le club auvergnat en a cédé l'organisation à Renaud Lavillenie en 2016, qui l'a fait évoluer vers le All Star Perche. Se retrouvant sans organisation d'événements majeurs, le CAA a choisi de se repositionner, en créant un meeting d'envergure nationale d'épreuves combinées. La décision a été prise d'organiser ce meeting pendant la saison hivernale, car aucun autre événement majeur d'épreuves combinées n'avait lieu pendant la saison en salle en Europe de l'Ouest.
Après une année et demie de préparation, la première édition du X-Athletics a finalement vu le jour en 2018, et s'est déroulée les 13 et 14 janvier de cette même année.
En partenariat avec la section ASM handisport et sport adapté la première journée intègre un meeting handisport avec des épreuves de course (60 m, 200 m) lancer du poids assis et debout, saut en longueur y compris pour les non voyants. Le nombre de participants est limité à 50 parasportifs.

## Déroulement
Le meeting se déroule sur deux jours, le samedi et le dimanche, initialement lors du deuxième weekend de janvier, maintenant fin janvier pour suivre le calendrier international.
Comme pour toutes les compétitions d'épreuves combinées, les athlètes enchaînent plusieurs épreuves. À chacune de leurs performances est associé un nombre de points et la victoire finale revient au participant ayant remporté le plus grand nombre de points. Lors des compétitions en salle, les disciplines sont les suivantes :
- Heptathlon pour les hommes : 7 épreuves : 60 m, saut en longueur, lancer du poids, saut en hauteur, 60 m haies, saut à la perche et 1 000 m,
- Pentathlon pour les femmes : 5 épreuves : 60 m haies, saut en hauteur, lancer du poids, saut en longueur et 800 m.

Le premier jour du meeting, les premières épreuves de l'heptathlon masculin ont lieu : 60 m, saut en longueur, lancer du poids et saut en hauteur. C'est aussi lors de cette première journée qu'est organisé le triathlon handisport : 60 m, lancer du poids et saut en longueur.
Le dimanche, les athlètes féminines enchaînent les cinq épreuves du pentathlon : 60 m haies, saut en hauteur, lancer du poids, saut en longueur, et 800 m, alors que l'heptathlon masculin se poursuit et se termine avec le 60 m haies, le saut à la perche et enfin le 1 000 m.
Une place est également donnée aux enfants lors du meeting, lors de plusieurs courses de relais ayant lieu pendant la manifestation : une « course des sections », dont les participants sont des licenciés poussins et benjamins du Clermont Athlétisme Auvergne, une « course des écoles » lors de laquelle courent des élèves de plusieurs écoles du Puy-de-Dôme labellisées « Génération 2024 », et une « course du département », qui permet aux clubs d'athlétisme du département du Puy-de-Dôme de courir sur la piste du Stadium Jean-Pellez.

## Historique
La compétition a eu lieu aux dates suivantes :
- première édition : 13 et 14 janvier 2018 ;
- deuxième édition : 12 et 13 janvier 2019 ;
- troisième édition : 11 et 12 janvier 2020 ;
- quatrième édition : 23 et 24 janvier 2021 ;
- cinquième édition : 29 et 30 janvier 2022 ;
- sixième édition : 28 et 29 janvier 2023;
- septième édition : 27 et 28 janvier 2024.
- huitième édition : 25 et 26 janvier 2025.

### Première édition: 13 et 14 janvier 2018

#### Heptathlon
Kevin Mayer était bien présent lors cette première édition, mais il n'était pas candidat à la victoire finale : il était venu défier Renaud Lavillenie sur deux des épreuves de l'heptathlon. En saut en longueur, Mayer l'emporte avec un saut à 7,18 m, contre 6,95 m pour Renaud Lavillenie, mais celui-ci se rattrape largement en passant une barre à 5,86 m à la perche, s'adjugeant au passage la meilleure performance mondiale de l'année. Dans la bataille pour la première place, l'ukrainien Oleksiy Kasyanov partait favori, et il réussit à tenir son rang, notamment grâce à 7,45 m en longueur et à 7"80 au 60 m haies, lui permettant de remporter le concours avec 6 016 points. À la deuxième place, on retrouve l'allemand Tim Nowak et à la troisième Ruben Gado, les deux athlètes ayant tous deux amélioré leurs records personnels, pour obtenir respectivement 5 906 et 5 899 points.
| Épreuves     | 60m         | Saut en longueur | Lancer du poids | Saut en hauteur                          | 60m haies        | Saut à la perche     | 1 000 m     | Total            |
| ------------ | ----------- | ---------------- | --------------- | ---------------------------------------- | ---------------- | -------------------- | ----------- | ---------------- |
| Vainqueurs   | Manu Eittel | Oleksiy Kasyanov | Tim Nowak       | Tim Nowak Oleksiy Kasyanov Romain Martin | Oleksiy Kasyanov | Tim Nowak Ruben Gado | Gaël Querin | Oleksiy Kasyanov |
| Performances | 6"80        | 7,45 m           | 14,30 m         | 2m02                                     | 7"80             | 5m06                 | 2'31"64     | 6 016 pts        |

#### Pentathlon
Chez les femmes, on s'attendait à un duel franco-britannique entre Antoinette Nana Djimou, quadruple championne d'Europe et Katarina Johnson-Thomson, cinquième des championnats du monde de Londres l'été précédent. Alors qu'Esther Turpin remporte le 60 m haies, l'anglaise décide d'abandonner la course à la victoire, et de ne pas s'aligner sur la totalité des autres épreuves. Nana Djimou a donc le champ libre, et aligne les performances jusqu'à la victoire finale avec 4 351 points. Annaëlle Nyabeu Djapa (4 181 points) et Cassandre Aguessy-Thomas (4 176 points) terminent deuxième et troisième.
| Épreuves     | 60m haies     | Saut en hauteur          | Lancer du poids        | Saut en longueur       | 800m             | Total                  |
| ------------ | ------------- | ------------------------ | ---------------------- | ---------------------- | ---------------- | ---------------------- |
| Vainqueurs   | Esther Turpin | Cassandre Aguessy-Thomas | Antoinette Nana Djimou | Antoinette Nana Djimou | Agathe Guillemot | Antoinette Nana Djimou |
| Performances | 8"28          | 1,75 m                   | 14,64 m                | 6m03                   | 2'13"14          | 4 351 points           |

De par les résultats obtenus lors de la compétition, le X-Athletics se classera deuxième meeting mondial indoor en 2018, selon l'IAAF.

### Deuxième édition: 12 et 13 janvier 2019

#### Heptathlon
Lors de cette deuxième édition, c'est Ruben Gado que l'on attendait à l'heptathlon, seul participant ayant déjà franchi la barre des 6 000 points. Après un beau début de compétition (6"93 sur 60 m, nouveau record personnel), le sociétaire du Clermont Athlétisme Auvergne se montre en manque de réglages lors des épreuves techniques de la première journée, laissant l'italien Simone Cairoli prendre la tête du concours. Après un 60 m haies assez frustrant, et une frayeur à la perche, Ruben Gado s'octroie finalement la victoire finale lors du 1 000 m, qu'il termine en troisième position, en 2'39"09. Sur le podium, Ruben Gado (5 772 points) l'emporte de peu devant Simone Cairoli (5 723 points). Gaël Querin, termine troisième avec 5 710 points, après avoir obtenu la première place au 1 000 m (2'31"81).
| Épreuves     | 60m        | Saut en longueur | Lancer du poids      | Saut en hauteur | 60m haies            | Saut à la perche | 1 000 m     | Total      |
| ------------ | ---------- | ---------------- | -------------------- | --------------- | -------------------- | ---------------- | ----------- | ---------- |
| Vainqueurs   | Ruben Gado | Simone Cairoli   | Jonay Jordan Schäfer | Simone Cairoli  | Jonay Jordan Schäfer | Julien Olivas    | Gaël Querin | Ruben Gado |
| Performances | 6"93       | 7,31 m           | 15,42 m              | 2m04            | 8"10                 | 5,20 m           | 2'31"81     | 5 772 pts  |

#### Pentathlon
Du côté du pentathlon, Antoinette Nana Djimou, tenante du titre, était attendue. Mais après plusieurs déceptions dès les premières épreuves, elle préfère abandonner la compétition après le concours de longueur. Solène Ndama était alors leader du classement général, grâce à un nouveau record personnel au poids (13,41 m), et malgré une entorse l'ayant empêchée de franchir plus de 1,68 m en hauteur. Toute proche d'abandonner, elle finit finalement le concours à la première place avec 4 411 points, meilleure performance mondiale de l'année lors de la compétition et à seulement 40 points du record de France espoir du pentathlon. Annaelle Nyabeu Djapa et Esther Turpin complètent le podium, avec respectivement 4 230 points et 4 206 points.
| Épreuves     | 60m haies    | Saut en hauteur | Lancer du poids        | Saut en longueur | 800m             | Total        |
| ------------ | ------------ | --------------- | ---------------------- | ---------------- | ---------------- | ------------ |
| Vainqueurs   | Solène Ndama | Célia Perron    | Antoinette Nana Djimou | Diane Mouillac   | Agathe Guillemot | Solène Ndama |
| Performances | 8"21         | 1,77 m          | 14,79 m                | 6,20 m           | 2'11"47          | 4 411 pts    |

### Troisième édition: 11 et 12 janvier 2020

#### Heptathlon
Chez les hommes, le match s'annonçait serré, du fait de la grande densité de performances des engagés. Parmi eux, de nombreux internationaux, comme l'allemand Tim Nowak, qui venait de terminer 10e des Championnats du monde de Doha, son compatriote Manuel Eitel, mais aussi l'Italien Simone Cairoli. À cette bataille devaient se joindre les français Bastien Auzeil, Gaël Querin, et Ruben Gado, tenant du titre, et local de l'étape. Dès le début de la compétition, Manuel Eitel devance la concurrence avec un 6"81 au 60 m, à un centième de son record personnel, obtenu lors du meeting en 2018. L'Allemand continue ensuite à dominer le concours lors du saut en longueur en sautant à 7,41 m, tandis que Ruben Gado et Simone Cairoli profitent de leurs sauts pour remonter au classement. Le lancer du poids est dominé par le monténégrin Darko Pešić (en) avec 15m02, mais son jet ne lui permet pas de se rapprocher du podium provisoire, ce que parvient à faire Tim Nowak, avec un saut en hauteur à 2m04 le classant à la deuxième place au soir de la première journée. Le duo allemand Manuel Eitel-Tim Nowak va garder son avance au classement toute la journée du dimanche, pour terminer sur la première et la deuxième marche du podium (5 963 points pour Manuel Eitel, 5 883 pour Tim Nowak), alors que Jérémy Lelièvre prendra la troisième place (5 707 points).
| Épreuves     | 60m         | Saut en longueur | Lancer du poids  | Saut en hauteur               | 60m haies     | Saut à la perche | 1 000 m     | Total       |
| ------------ | ----------- | ---------------- | ---------------- | ----------------------------- | ------------- | ---------------- | ----------- | ----------- |
| Vainqueurs   | Manu Eittel | Manu Eittel      | Darko Pešić (en) | Tim Nowak Jean-Baptiste Nutte | Romain Martin | Simon Rey        | Gaël Querin | Manu Eittel |
| Performances | 6"81        | 7,41 m           | 15m02            | 2m04                          | 8"19          | 5m02             | 2'34"35     | 5963 pts    |

#### Pentathlon
En pentathlon, Solène Ndama remettait son titre en jeu. Elle semblait être la favorite de la compétition, après avoir également remporté la médaille de bronze aux championnats d'Europe de Glasgow lors de la saison précédente. Pourtant, n'étant pas au meilleur de sa forme, elle décide d'abandonner après le 60 m haies remporté par Esther Turpin en 8"27. Le saut en hauteur voit Annaëlle Nyabeu Djapa et l'allemande Vanessa Grimm l'emporter en passant la barre des 1,74 m. C'est le début d'une course pour la victoire finale entre les deux athlètes, avec Vanessa Grimm qui gagne le lancer du poids (14,40 m), puis Annaëlle Nyabeu Djapa qui termine première lors du saut en longueur (6m03). Et après un 800 m remporté par Agathe Guillemot en 2'11"63, Annaëlle Nyabeu Djapa devance finalement l'allemande d'une seconde (2'23 pour 2'24) et s'octroie la victoire finale, après deux deuxièmes places lors des éditions 2018 et 2019. Cassandre Aguessy-Thomas retrouve la troisième place qu'elle avait déjà occupée en 2018.
| Épreuves     | 60m haies     | Saut en hauteur                     | Lancer du poids | Saut en longueur      | 800m             | Total                 |
| ------------ | ------------- | ----------------------------------- | --------------- | --------------------- | ---------------- | --------------------- |
| Vainqueurs   | Esther Turpin | Vanessa Grimm Annaëlle Nyabeu Djapa | Vanessa Grimm   | Annaëlle Nyabeu Djapa | Agathe Guillemot | Annaëlle Nyabeu Djapa |
| Performances | 8"27          | 1,74 m                              | 14,40 m         | 6m03                  | 2'11"63          | 4 309 pts             |

### Quatrième édition: 23 et 24 janvier 2021

#### Heptathlon
Beaucoup d'internationaux européens étaient présents lors de cette quatrième édition du X-Athletics, malgré un contexte le contexte sanitaire compliquant les déplacements internationaux. En heptathlon, on attendait surtout les tchèques Adam Sebastian Helcelet et Jan Doležal, et Paweł Wiesiołek, les 3 ayant un record à plus de 6 000 points. Pourtant, dès les premières épreuves, le belge Jean-Baptiste Nutte et le néerlandais Rik Taam s'invitent dans la bataille. Après un 60 m remporté par Taam en égalant son PB (6"92), et un saut en longueur remporté par Nutte en 7,41 m (nouveau record personnel), le lancer de poids revient à Paweł Wiesiołek, avec un lancer à 15,24 m, nouveau record personnel également. À la fin de la journée, le belge Jean-Baptiste Nutte, 1er du classement provisoire, est contraint à l'abandon après s'être blessé lors du saut en hauteur. Lors de la deuxième journée de compétition, Wiesiołek et Taam se livrent un vrai duel pour la victoire finale, mais à la fin du 1 000 m, et après un abandon de Wiesiołek, blessé lors de la perche, c'est finalement le néerlandais qui remporte cette quatrième édition, en passant la barre des 6 000 points pour la première fois (6 001 points). On notera également la superbe performance du belge Benjamin Hougardy, qui pulvérise son record grâce à 4 nouveaux records personnels, en obtenant un total de 5 763 points.
| Épreuves     | 60m      | Saut en longueur    | Lancer du poids | Saut en hauteur                                | 60m haies | Saut à la perche | 1 000 m  | Total    |
| ------------ | -------- | ------------------- | --------------- | ---------------------------------------------- | --------- | ---------------- | -------- | -------- |
| Vainqueurs   | Rik Taam | Jean-Baptiste Nutte | Paweł Wiesiołek | Nicolas Gerome Téo Bastien Jean-Baptiste Nutte | Rik Taam  | Julien Olivas    | Rik Taam | Rik Taam |
| Performances | 6"92     | 7,41 m              | 15,24 m         | 2m04                                           | 8"22      | 5,13 m           | 2'36"39  | 6001 pts |

#### Pentathlon
Du côté du pentathlon, le niveau de la concurrence européenne s'annonçait élevé pour Annaëlle Nyabeu Djapa, et Solène Ndama, notamment à cause de la présence de la belge Noor Vidts et de la championne du monde U18 2019 María Vicente. Après un 60 m haies gagné par la spécialiste de la discipline, Ndama, c'est au tour de Noor Vidts de remporter le saut en hauteur en sautant à 1,82 m, à égalité avec Leonie Cambours. Puis c'est à Odile Ahouanwanou que reviendra la meilleure performance lors du lancer du poids, avec 15,10 m, nouveau PB et nouveau record du Bénin, lui permettant alors de prendre la 1re place du concours. Une première place que Noor Vidts reprendra lors du saut en longueur, et qu'elle gardera à la fin du 800 m, en terminant son concours en 4 665 points, nouveau record personnel. À noter également, la très belle performance de la française Célia Perron, qui explose son record et obtient finalement 4 367 points,
| Épreuves     | 60m haies    | Saut en hauteur            | Lancer du poids   | Saut en longueur | 800m       | Total      |
| ------------ | ------------ | -------------------------- | ----------------- | ---------------- | ---------- | ---------- |
| Vainqueurs   | Solène Ndama | Noor Vidts Léonie Cambours | Odile Ahouanwanou | Noor Vidts       | Noor Vidts | Noor Vidts |
| Performances | 8"16         | 1,82 m                     | 15,10 m           | 6,42 m           | 2'14"30    | 4 665 pts  |

De par les résultats obtenus lors de la compétition, le X-Athletics se classe première compétition mondiale indoor en 2020, selon l'IAAF.

#### Épreuves Handisport
Lors du 60 m handisport, Timothée Adolphe bat le record du monde dans sa catégorie (T11),, grâce à une performance de 7"16.

### Cinquième édition: 29 et 30 janvier 2022
Pour cette 5e édition, X-Athletics rejoint le circuit mondial des épreuves combinées (bronze).

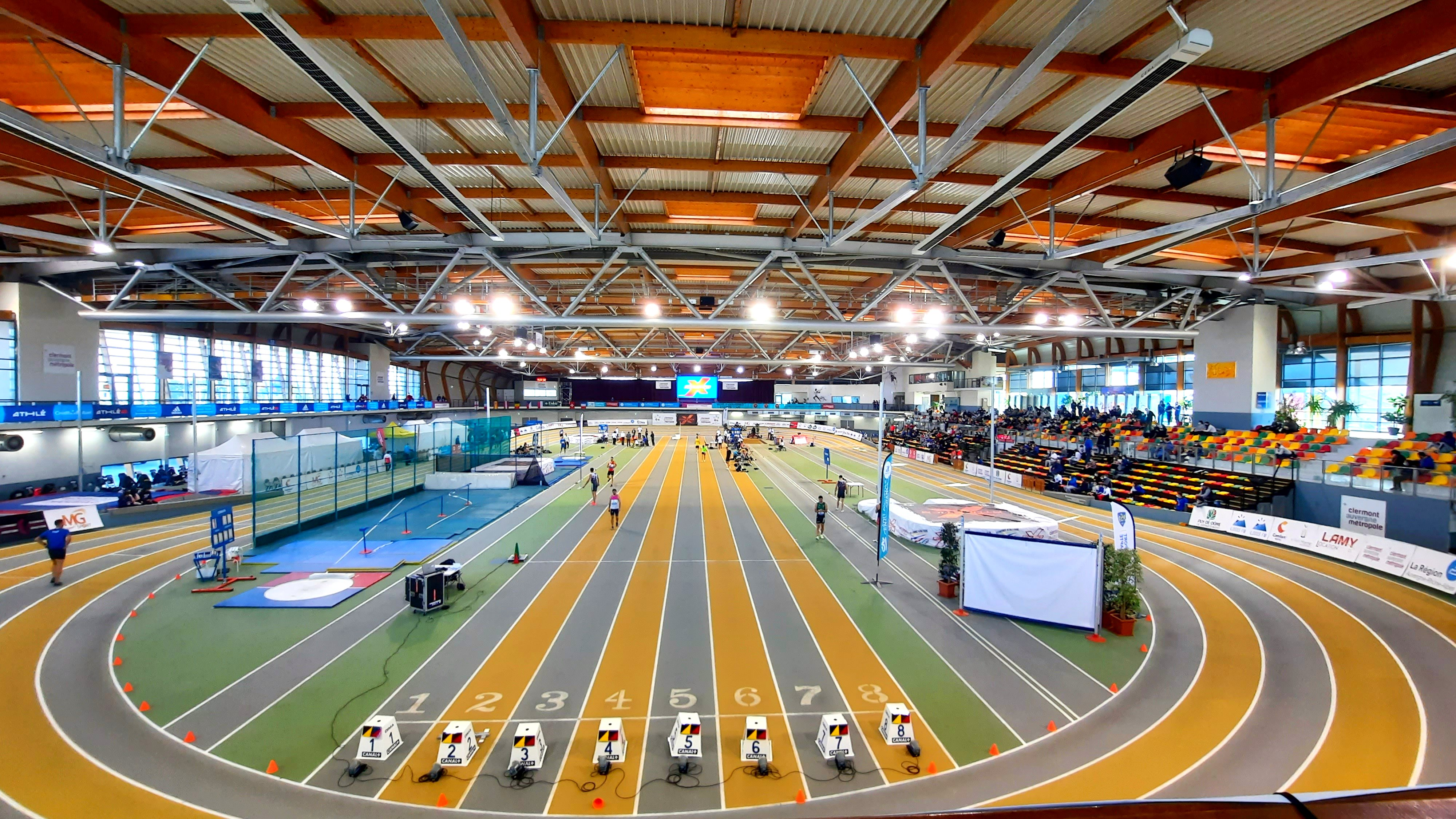
X-Athletics 2022 au Stadium Jean-Pellez

Ces données proviennent du site officiel du World Athletics,

#### Heptathlon
Une fois encore, de nombreux athlètes internationaux avaient pris rendez-vous au meeting : la nouvelle pépite suisse Simon Ehammer, ainsi que les olympiens Jorge Ureña et Pawel Wiesolek. Le français Kevin Mayer était également présent pour participer à quelques épreuves.
L’épreuve du saut en longueur est marquée par la performance de Simon Ehammer, qui réalise 8,26 m à son premier essai, ce qui constitue un nouveau record du monde en heptathlon (anciennement détenu par Ashton Eaton) et à ce moment-là, la meilleure performance mondiale de la saison en saut en longueur .
L’heptathlon est remporté par Simon Ehammer, avec un total de 6 285 points, après un 1 000 m en demi-teinte (2’54″68), qui le fait buter sur la barre des 6 300 points. Le podium 100 % suisse est complété par Andri Oberholzer (5 960 points) et Finley Gaio (5 838 points).
| Épreuves     | 60m           | Saut en longueur | Lancer du poids | Saut en hauteur           | 60m haies   | Saut à la perche | 1 000 m          | Total         |
| ------------ | ------------- | ---------------- | --------------- | ------------------------- | ----------- | ---------------- | ---------------- | ------------- |
| Vainqueurs   | Simon Ehammer | Simon Ehammer    | Rafal Horbowicz | Tanguy Mariac Téo Bastien | Kevin Mayer | Kevin Mayer      | Benjamin Fenrich | Simon Ehammer |
| Performances | 6″83          | 8,26 m           | 15,77 m         | 2m05                      | 7"72        | 5,13 m           | 2'34''52         | 6 285 pts     |

#### Pentathlon
| Épreuves     | 60m haies    | Saut en hauteur | Lancer du poids  | Saut en longueur | 800m                | Total          |
| ------------ | ------------ | --------------- | ---------------- | ---------------- | ------------------- | -------------- |
| Vainqueurs   | Solène Ndama | Adrianna Sułek  | Paulina Ligarska | María Vicente    | Sveva Gerevini (en) | Adrianna Sułek |
| Performances | 8"18         | 1,84 m          | 14m06            | 6,44 m           | 2’09″10             | 4 569 pts      |

### Sixième édition: 28 et 29 janvier 2023
Pour cette 6e édition, X-Athletics passe au niveau supérieur du circuit mondial des épreuves combinées (argent).
Le stadium s'accompagne également d'une toute nouvelle piste.

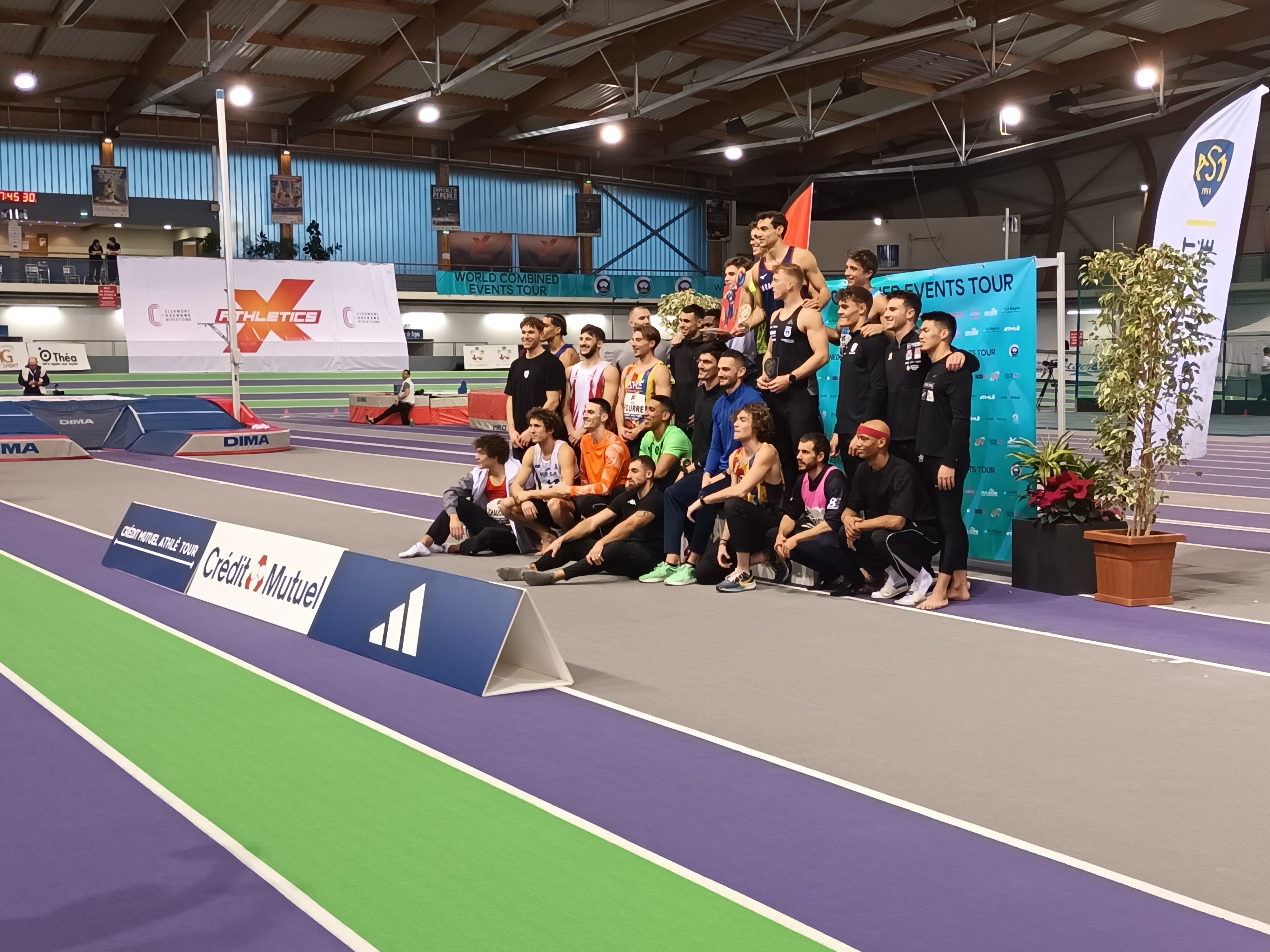
Podium masculin de l'heptathlon

Ces données proviennent du site officiel d'Athle et du World Athletics,,

#### Heptathlon
De nouveau, nombreux sont les athlètes internationaux à avoir pris place au meeting : le tenant du titre, le suisse Simon Ehammer, mais aussi le français Kevin Mayer et l'allemand Manuel Eitel ou encore l'italien Dario Dester.
De nombreux records du meeting et records personnels seront battus : Lancer de poids, saut en hauteur, 60 m haies et total pour les records du meeting.
Kevin Mayer ne fait finalement que la première journée préférant ne pas prendre de risque sur la deuxième journée.
L’heptathlon est remporté par Simon Ehammer, avec un total de 6 292 points. Le podium est complété par le belge Jente Hauttekeete (6 059 points) et l'italien Dario Dester (5 968 points),.
| Épreuves     | 60m           | Saut en longueur | Lancer du poids | Saut en hauteur   | 60m haies     | Saut à la perche | 1 000 m          | Total         |
| ------------ | ------------- | ---------------- | --------------- | ----------------- | ------------- | ---------------- | ---------------- | ------------- |
| Vainqueurs   | Simon Ehammer | Simon Ehammer    | Makenson Gletty | Jente Hauttekeete | Simon Ehammer | Simon Ehammer    | Benjamin Fenrich | Simon Ehammer |
| Performances | 6″80          | 7,85 m           | 16m02           | 2,12 m            | 7"71          | 5,11 m           | 2'35''70         | 6 292 pts     |

#### Pentathlon
Le record d'Irlande sera battu par Kate O'Connor avec 4 396 points (déjà détentrice de l'ancien record (4 214 points))
C'est toutefois la Française Léonie Cambours qui remporte cette édition en signant la quatrième meilleure performance française de l'histoire.
| Épreuves     | 60m haies                      | Saut en hauteur | Lancer du poids     | Saut en longueur    | 800m                | Total           |
| ------------ | ------------------------------ | --------------- | ------------------- | ------------------- | ------------------- | --------------- |
| Vainqueurs   | Louise Maraval Léonie Cambours | Kate O'Connor   | Geraldine Ruckstuhl | Sveva Gerevini (en) | Sveva Gerevini (en) | Léonie Cambours |
| Performances | 8"36                           | 1,79 m          | 14,18 m             | 6,18 m              | 2’12″49             | 4 490 pts       |

#### Épreuves Handisport
Le lancer de poids est remporté par Eloise Hayotte avec un lancer à 8,24 m.

### Septième édition: 27 et 28 janvier 2024

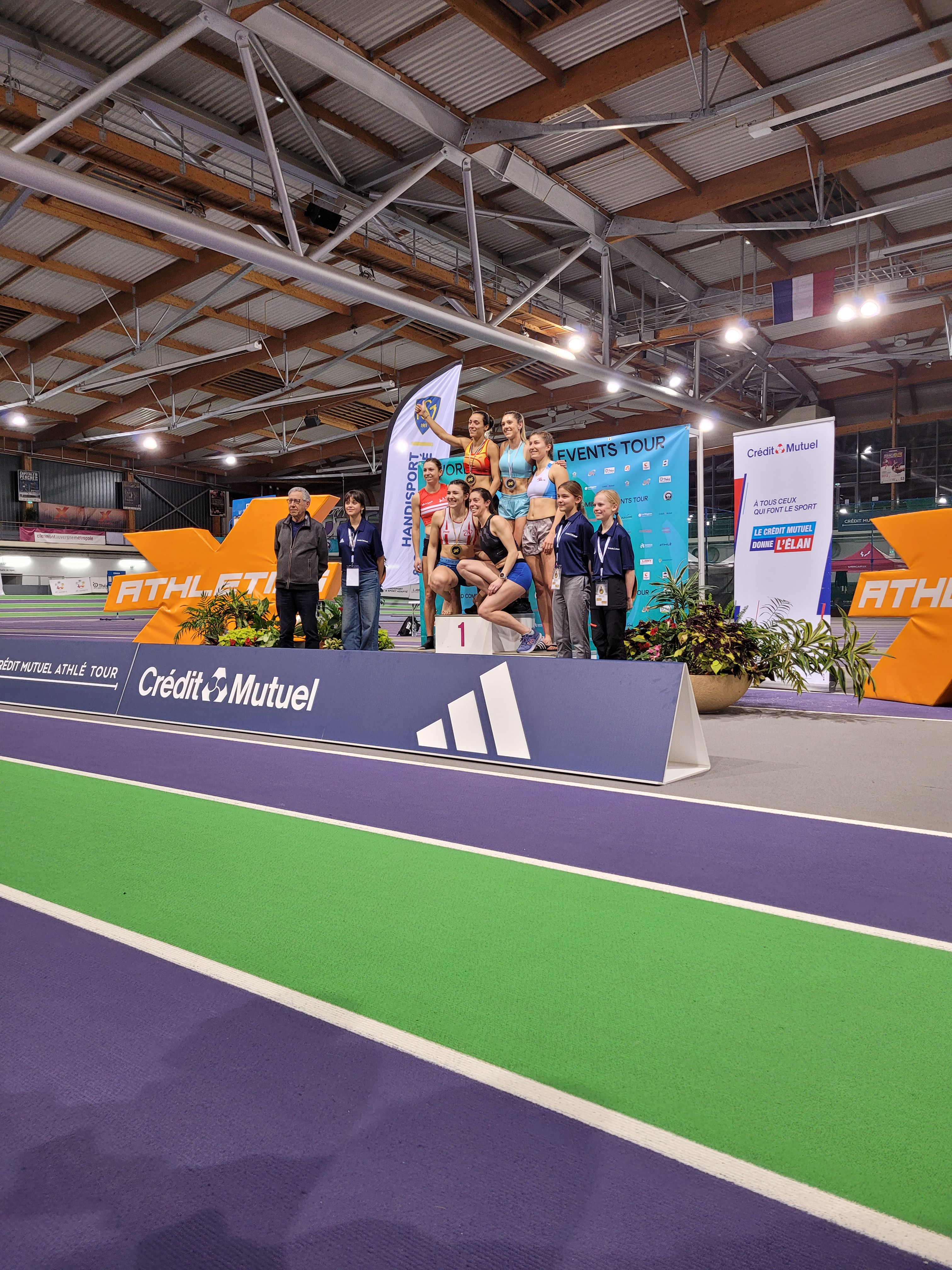
Podium féminin de l'heptathlon

Pour cette 7e édition, en parallèle de l'heptathlon masculin, du pentathlon féminin et des épreuves handisport, le meeting accueille un heptathlon féminin ce qui est une première au niveau international.
Ces données proviennent du site officiel d'Athle et du World Athletics,,

#### Heptathlon masculin
Cette année encore, les athlètes internationaux sont nombreux à participer au meeting : le double tenant du titre, le suisse Simon Ehammer, l'australien Ashley Moloney ou encore le français Makenson Gletty.
L’heptathlon est remporté par Simon Ehammer, avec un total de 6 242 points devançant son dauphin Makenson Gletty de seulement 12 points (6 230 points).
| Épreuves     | 60m            | Saut en longueur | Lancer du poids | Saut en hauteur   | 60m haies     | Saut à la perche | 1 000 m      | Total         |
| ------------ | -------------- | ---------------- | --------------- | ----------------- | ------------- | ---------------- | ------------ | ------------- |
| Vainqueurs   | Ashley Moloney | Simon Ehammer    | Makenson Gletty | Jente Hauttekeete | Simon Ehammer | Simon Ehammer    | Andrin Huber | Simon Ehammer |
| Performances | 6″75           | 7,63 m           | 16m08           | 2,10 m            | 7"71          | 5,21 m           | 2'38''94     | 6 242 pts     |

#### Heptathlon féminin
Six prétendantes vont s'affronter pour remporter cet heptathlon.
L’heptathlon est remporté par Noémie Desailly, avec un total de 5 761 points.
| Épreuves     | 60m             | Saut en longueur | Lancer du poids | Saut en hauteur  | 60m haies       | Saut à la perche | 1 000 m      | Total           |
| ------------ | --------------- | ---------------- | --------------- | ---------------- | --------------- | ---------------- | ------------ | --------------- |
| Vainqueurs   | Noémie Desailly | Noémie Desailly  | Roseva Bidois   | Adeline Audigier | Noémie Desailly | Noémie Desailly  | Lauren Kuntz | Noémie Desailly |
| Performances | 7″62            | 6m05             | 14,41 m         | 1,70 m           | 8"45            | 3,51 m           | 3'11''34     | 5 761 pts       |

#### Pentathlon
De nombreuses sportives internationales étaient attendues telles que la championne du monde en titre, la britannique Katarina Johnson-Thompson, l'américaine Michelle Atherley ou encore l'autrichienne Verena Mayr.
Donnée favorite, la britannique sera finalement déclarée non partante voulant écarter tout risque après une petite blessure lors de l'entrainement.
Le record d'Italie sera battu par Sveva Gerevini (en) avec 4 538 points (déjà détentrice de l'ancien record (4 434 points) établi lors de la 5e édition du X-Athletics)
C'est l'espagnole Maria Vicente qui remporte quant à elle cette édition, en réalisant par la même occasion, la meilleure performance mondiale et le record d'Espagne avec un score de 4 728 points.
| Épreuves     | 60m haies         | Saut en hauteur | Lancer du poids | Saut en longueur | 800m              | Total         |
| ------------ | ----------------- | --------------- | --------------- | ---------------- | ----------------- | ------------- |
| Vainqueurs   | Michelle Atherley | Célia Perron    | Verena Mayr     | Maria Vicente    | Michelle Atherley | Maria Vicente |
| Performances | 8"23              | 1,82 m          | 14m07           | 6,65 m           | 2’11″40           | 4 728 pts     |

#### Épreuves Handisport
Pour la première fois, le meeting est labellisé International Label World Paralympics. De ce fait, le meeting accueille de nombreux athlètes internationaux tels que les néerlandais Joël De Jong et Kimberly Alkemade ou encore le recordman du monde T42 de lancer de disques et de poids, le britannique Aled Davies,,.
Pour la deuxième année consécutive, le lancer de poids est remporté par Eloise Hayotte avec un lancer à 6,96 m.
Flavio Da Pozzo établit un nouveau record de France dans sa catégorie en saut en longueur avec un saut de 5,18 m.

### Huitième édition: 25 et 26 janvier 2025
Ces données proviennent du site officiel d'Athle et du World Athletics,

#### Heptathlon masculin
L’heptathlon est remporté une quatrième fois consécutivement par Simon Ehammer, avec un total de 6 205 points devançant le français Luc Brewin de seulement 6 points (6 199 points) devenant le 5e meilleur performeur français de l'histoire à l'heptathlon.
| Épreuves     | 60m        | Saut en longueur | Lancer du poids   | Saut en hauteur   | 60m haies     | Saut à la perche | 1 000 m      | Total         |
| ------------ | ---------- | ---------------- | ----------------- | ----------------- | ------------- | ---------------- | ------------ | ------------- |
| Vainqueurs   | Luc Brewin | Simon Ehammer    | Jente Hauttekeete | Jente Hauttekeete | Simon Ehammer | Luc Brewin       | Andrin Huber | Simon Ehammer |
| Performances | 6″81       | 7,82 m           | 14,92 m           | 2m04              | 7"63          | 5,22 m           | 2'39''75     | 6 205 pts     |

#### Heptathlon féminin
Six prétendantes vont s'affronter pour remporter cet heptathlon.
L’heptathlon est remporté par Noémie Desailly, avec un total de 5 761 points.
| Épreuves     | 60m             | Saut en longueur | Lancer du poids | Saut en hauteur | 60m haies       | Saut à la perche | 1 000 m         | Total           |
| ------------ | --------------- | ---------------- | --------------- | --------------- | --------------- | ---------------- | --------------- | --------------- |
| Vainqueurs   | Noémie Desailly | Noémie Desailly  | Roseva Bidois   | Katie Straus    | Noémie Desailly | Anaïs Noguerol   | Noémie Desailly | Noémie Desailly |
| Performances | 7″64            | 6m01             | 13,89 m         | 1,64 m          | 8"49            | 3,72 m           | 3'16''15        | 5 771 pts       |

#### Pentathlon
Avec un score de 4 489 points, c'est l'italienne Sveva Gerevini (en) qui remporte cette huitième édition devant la française Célia Perron (4 455 points) et la suédoise Lovisa Karlsson (4 365 points).
| Épreuves     | 60m haies       | Saut en hauteur | Lancer du poids | Saut en longueur | 800m                | Total               |
| ------------ | --------------- | --------------- | --------------- | ---------------- | ------------------- | ------------------- |
| Vainqueurs   | Lovisa Karlsson | Szabina Szücks  | Caroline Agnou  | Lovisa Karlsson  | Sveva Gerevini (en) | Sveva Gerevini (en) |
| Performances | 8"12            | 1,79 m          | 14,47 m         | 6,20 m           | 2’08″33             | 4 498 pts           |

## Palmarès
|      | Premier          | Pts  | Deuxième          | Pts  | Troisième         | Pts  | Quatrième         | Pts  | Cinquième              | Pts  |
| ---- | ---------------- | ---- | ----------------- | ---- | ----------------- | ---- | ----------------- | ---- | ---------------------- | ---- |
| 2025 | Simon Ehammer    | 6205 | Luc Brewin        | 6199 | Jente Hauttekeete | 6028 | Tim Nowak         | 5897 | Maxime Moitié-Charnois | 5897 |
| 2024 | Simon Ehammer    | 6242 | Makenson Gletty   | 6230 | Ondrej Kopecky    | 6018 | Tim Nowak         | 5982 | Vilem Strasky          | 5934 |
| 2023 | Simon Ehammer    | 6292 | Jente Hauttekeete | 6059 | Dario Dester      | 5968 | Makenson Gletty   | 5962 | Manuel Eitel           | 5750 |
| 2022 | Simon Ehammer    | 6285 | Andri Oberholzer  | 5960 | Finley Gaio       | 5838 | Benjamin Hougardy | 5810 | Dario Dester           | 5747 |
| 2021 | Rik Taam         | 6001 | Romain Martin     | 5766 | Benjamin Hougardy | 5763 | Niels Pittomvils  | 5744 | Jérémy Lelièvre        | 5670 |
| 2020 | Manu Eitel       | 5963 | Tim Nowak         | 5883 | Jérémy Lelièvre   | 5707 | Simone Cairoli    | 5656 | Luca Dieckmann         | 5559 |
| 2019 | Ruben Gado       | 5772 | Simone Cairoli    | 5723 | Gaël Querin       | 5710 | Romain Martin     | 5686 | Julien Olivas          | 5671 |
| 2018 | Oleksiy Kasyanov | 6016 | Tim Nowak         | 5906 | Ruben Gado        | 5899 | Manu Eitel        | 5807 | Romain Martin          | 5749 |

|      | Première               | Pts  | Deuxième            | Pts  | Troisième                | Pts  | Quatrième             | Pts  | Cinquième             | Pts  |
| ---- | ---------------------- | ---- | ------------------- | ---- | ------------------------ | ---- | --------------------- | ---- | --------------------- | ---- |
| 2025 | Sveva Gerevini (en)    | 4498 | Célia Perron        | 4455 | Lovisa Karlsson          | 4365 | Sarolta Kriszt        | 4327 | Mathilde Rey          | 4310 |
| 2024 | Maria Vicente          | 4728 | Sveva Gerevini (en) | 4538 | Szabina Szucs            | 4491 | Marijke Esselink      | 4477 | Célia Perron          | 4449 |
| 2023 | Léonie Cambours        | 4490 | Sveva Gerevini (en) | 4406 | Kate O'Connor            | 4396 | Auriana Lazraq-Khlass | 4394 | Annaelle Nyabeu Djapa | 4348 |
| 2022 | Adrianna Sułek         | 4569 | María Vicente       | 4495 | Léonie Cambours          | 4457 | Sveva Gerevini (en)   | 4434 | Claudia Conte         | 4429 |
| 2021 | Noor Vidts             | 4665 | Odile Ahouanwanou   | 4461 | Paulina Ligarska (en)    | 4405 | Célia Perron          | 4367 | Annaelle Nyabeu Djapa | 4306 |
| 2020 | Annaelle Nyabeu Djapa  | 4309 | Vanessa Grimm       | 4242 | Cassandre Aguessy-Thomas | 4036 | Esther Turpin         | 3990 | Agathe Guillemot      | 3882 |
| 2019 | Solène Ndama           | 4411 | Annaelle Nyabeu D.  | 4230 | Esther Turpin            | 4206 | Lecabela Quaresma     | 4152 | Diane Marie Hardy     | 4127 |
| 2018 | Antoinette Nana Djimou | 4351 | Annaelle Nyabeu D.  | 4181 | Cassandre Aguessy-Thomas | 4176 | Meriem Sahnoune       | 4054 | Solène Ndama          | 4016 |

|      | Premier         | Pts  | Deuxième     | Pts  | Troisième        | Pts  | Quatrième     | Pts  | Cinquième     | Pts  |
| ---- | --------------- | ---- | ------------ | ---- | ---------------- | ---- | ------------- | ---- | ------------- | ---- |
| 2025 | Noémie Desailly | 5771 | Katie Straus | 5275 | Jordyn Bruce     | 5253 | Roséva Bidois | 5194 | Laura Mathews | 4798 |
| 2024 | Noémie Desailly | 5761 | Jordyn Bruce | 5226 | Adeline Audigier | 5045 | Roséva Bidois | 4890 | Anaïk Previdi | 4598 |

| Épreuve          | Athlète                    | Performance                   | Année     |
| ---------------- | -------------------------- | ----------------------------- | --------- |
| Élite            | Simon Ehammer              | 6 292                         | 2023      |
| Junior           | Sacha Rifflart             | 5 674                         | 2022      |
| 60m              | Manuel Eitel Simon Ehammer | 6"80 (955 pts) 6"80 (955 pts) | 2018 2023 |
| Saut en longueur | Simon Ehammer              | 8,26 m (1128 pts)             | 2022      |
| Lancer du poids  | Makenson Gletty            | 16m02 (852 pts)               | 2023      |
| Saut en hauteur  | Jente Hauttekeete          | 2,12 m (915 pts)              | 2023      |
| 60m haies        | Simon Ehammer              | 7"63 (1077 pts)               | 2025      |
| Saut à la perche | Luc Brewin                 | 5,22 m (979 pts)              | 2025      |
| 1000m            | Gaël Querin                | 2'31"64 (976 pts)             | 2018      |

| Épreuve          | Athlète                                   | Performance        | Année          |
| ---------------- | ----------------------------------------- | ------------------ | -------------- |
| Élite            | Maria Vicente                             | 4 728 pts          | 2024           |
| Junior           | Diane Mouillac                            | 3944 pts           | 2019           |
| 60m haies        | Lovisa Karlsson                           | 8"12 (1 102 pts)   | 2021           |
| Saut en hauteur  | Noor Vidts Léonie Cambours Adrianna Sułek | 1,84 m (1 003 pts) | 2021 2021 2022 |
| Lancer du poids  | Odile Ahouanwanou                         | 15,10 m (868 pts)  | 2021           |
| Saut en longueur | María Vicente                             | 6,65 m (1056 pts)  | 2024           |
| 800m             | Sveva Gerevini (en)                       | 2’08″33 (989 pts)  | 2025           |

|      | Première place   | Deuxième place       | Troisième place     |
| ---- | ---------------- | -------------------- | ------------------- |
| 2021 | Pays inconnu     | Pays inconnu         | Pays inconnu        |
| 2020 | Kerrian Malcoste | Abdallah Inzourdine  | Sally Aboubacar     |
| 2019 | David Gerber     | Abdallah Inzourdine  | Axel Zorzi          |
| 2018 | Dimitri Jozwicki | Jean-Baptiste Alaize | Abdallah Inzourdine |

|      | Première place | Deuxième place | Troisième place |
| ---- | -------------- | -------------- | --------------- |
| 2021 | Romane Boulard | Pays inconnu   | Pays inconnu    |
| 2020 | Tiphaine Soldé | Alice Metais   | Tiffany Logette |
| 2019 | Angélina Lanza | Alice Metais   | Romane Boulard  |
| 2018 | Orianne Lopez  | Romane Boulard | Alice Metais    |